# Guy Bois
Guy Bois (Fez, 25 de dezembro de 1934 – Antony, 8 de junho de 2019) foi um historiador marxista francês. Ele foi conhecido por suas contribuições para a história do feudalismo, que foram amplamente traduzidas, além de sua relação e contribuição para com a Escola dos Annales. Foi um destacado ativista político pelo Partido Comunista Francês.

## Biografia
Bois foi professor de história medieval na Universidade Paris 1 Panthéon-Sorbonne em 1989 e na Université de Franche-Comté, em 1990, e presidente da Société d'étude du féodalisme (Sociedade de Estudos do Feudalismo), também em 1990. Ele morreu em 8 de junho de 2019, aos 84 anos. 

## Obras
- Bois, Guy, A Crise do Feudalismo: Economia e Sociedade na Normandia Oriental c.1300-1550 (Cambridge: Cambridge University Press; Paris: Editions de la Maison des Sciences de l'Homme, 1984),ISBN 0521254833 (trad. de Crise du féodalisme, Références (Presses de la Fondation nationale des sciences politiques), 2 (Paris: Presses de la Fondation nationale des sciences politiques, 1981),ISBN 2724604539 [primeira edição. Crise du feodalisme: économie rurale et démographie en Normandie orientale du début du 14e siècle au milieu du 16e siècle, Cahiers de la Fondation nationale des sciences politiques, 202 (Paris: Presses de la Fondation nationale des sciences politiques, 1976),ISBN 2724603656 )
- Bois, Guy, A Transformação do Ano Mil: A Aldeia de Lournand da Antiguidade ao Feudalismo, trad. por Jean Birrell (Manchester: Manchester University Press, 1992),ISBN 0719035651, 071903566X (pbk) (trad. de Lamutation de l'an mil. Lournand, vila mâconnais de l'Antiquité au féodalisme (París, Fayard, 1989))
- Bois, Guy, La grande dépression médiévale: XIVe-XVe siècles: le précédent d'une crise systémique (Paris: Presses Universitaires de France, 2000),ISBN 2130508979
- Bois, Guy, Une nouvelle servitude: ensaio sur la mundialisation (François-Xavier de Guibert, 2003),ISBN 978-2-86839-839-0